# مغرب الثقافات
مغرب الثقافات هي جمعية مغربية تأسست في 23 أكتوبر 2001 من قبل ياسمينة الفيلالي، وحصلت على صفة المنفعة العامة في 21 ديسمبر 2009. وتتمثل مهمتها الرئيسية في التنشيط الثقافي والفني.
منذ يوليو 2015، رئيس الجمعية هو عبد السلام أحيزون، وزير الاتصالات السابق والرئيس والمدير التنفيذي لشركة اتصالات المغرب.